# Elsinoaceae
Elsinoaceae es una familia de hongos en el orden Myriangiales. Posee una distribución amplia en las regiones tropicales. Es una familia poco conocida, incluye algunas especies que han sido identificadas como patógenos de las plantas con significación económica, especialmente de cítricos.